# تحالف دعم الدفاع الصاروخي
تحالف دعم الدفاع الصاروخي عبارة عن منظمة غير ربحية مكرسة لتعبئة دعم شعبي واسع لتطوير ونشر نظام دفاع صاروخي فعَّال في الولايات المتحدة. ومنذ تأسيسها في عام 2002 على يد ريكي اليسون، شاركت المنظمة غير الربحية 501(c) في دعم والتحليل الدراسي لتقنيات وإستراتيجيات الدفاع الصاروخي الخاص بالحكومة الأمريكية. ويعمل تحالف دعم الدفاع الصاروخي على تعزيز التكنولوجيا و/أو الإستراتيجية القادرة على تدمير الرؤوس الحربية للقذائف التي يتم إطلاقها باتجاه الولايات المتحدة. يوجد مقر التحالف على أطراف العاصمة واشنطن ويضم ما يزيد عن 9000 عضو نشط.

## المؤسس
حصل ريكي اليسون، مؤسس تحالف دعم الدفاع الصاروخي ورئيسه، على درجة جامعية من جامعة جنوب كاليفورنيا، وشهادة في الدراسات الدفاعية والإستراتيجية وله عقدان من الخبرة في مهارات واستشارات دعم الدفاع الصاروخي. لعب إليسون في تسعة مواسم في NFL مع فريق سان فرانسيسكو 49ers ولوس أنجليس رايدرز. وبعد فوزه في مباراتين في روز بول والبطولة الوطنية في جامعة جنوب كاليفورنيا، قام فريق سان فرانسيسكو 49ers بضم إليسون إلى احتياطي دوري كرة القدم الأمريكية لعام 1983 وفاز اليسون بثلاثة بطولات سوبر باول.

## الأنشطة
يقوم تحالف دعم الدفاع الصاروخي بإعداد تقارير عن جميع المعلومات مفتوحة المصدر ذات الصلة بإستراتيجيات وتقنيات وتجارب الدفاع الصاروخي. كما يعمل بنشاط على دعم إستراتيجيات الدفاع الصاروخي الفعّال لأعضاء الحكومة الأمريكية. كذلك يقوم بإجراء مسوحات عامة وتحقيقات متعلقة بالإعلام بشكل دوري.

## حول الدفاع الصاروخي
تقوم أنظمة الدفاع الصاروخي بتعقب القذائف التيسيارية المحمولة جوًا وتدميرها. حيث تعمل تكنولوجيا الكشف المبكر على تأكيد وجود تهديد من قذائف محمولة جوًا وتقوم بحساب إحداثيات الاعتراض المثالي وتحدد المقذوفات التمويهية. ثم تقوم بإطلاق قذيفة اعتراضية. وتستخدم القذيفة الاعتراضية تكنولوجيا التعقب التي تحافظ على مسار القذيفة تجاه نقطة التصادم مع الهدف. بعد تعقب القذيفة المستهدفة، يقوم نظام الدفاع الصاروخي بتدمير الهدف في الجو. يُمكن وضع تكنولوجيا الدفاع الصاروخي برًا أو بحرًا أو جوًا أو في الفضاء ويتم وضعها في الغالب لنشر إستراتيجيات “نظام الدفاع الصاروخي المضاد للقذائف التيسيارية” (BMDS) ضد القذائف النووية.